# Hong Eun-ah
Hong Eun-Ah (Koreaans: 홍은아) (9 januari, 1980) is een voormalig vrouwelijke, Zuid-Koreaanse voetbalscheidsrechter. Ze heeft vele vrouwenwedstrijden gefloten op de Olympische Zomerspelen van 2008 in Peking en in 2012 in Londen, maar ook nog vele andere toernooien. In november 2009 werd ze verkozen tot vrouwelijke scheidsrechter van het jaar door de Asian Football Confederation.